# 王孝先
王孝先（？—？），宋朝政治人物。
神宗熙寧七年（1074年）爲都水監丞。元豐元年（1078年），提點永興等路刑獄。元豐三年，知邠州。元豐七年，爲大理卿。元祐元年（1086年），知濮州。二年，爲都水使者。四年，改知濮州。六年，入京爲司農卿。